# ريدوود كريك
ريدوود كريك هو نهر في مقاطعة هومبولت، كاليفورنيا. تقع منابع النهر في سلسلة الساحل على ارتفاع حوالي 5,000 قدم (1,500 م) ويتدفق شمال غربًا تقريبًا حتى يصب في المحيط الهادئ بالقرب من بلدة أوريك الصغيرة.